# Credito Cooperativo Interprovinciale Veneto
Il Crediveneto (denominazione del Credito Cooperativo Interproviciale Veneto S.C.) è stato un istituto di credito italiano con sede a Montagnana, in provincia di Padova e facente parte della Federazione veneta delle BCC.

## Storia
La banca nasce a Montagnana, nel 2001, come Credito Interprovinciale Veneto S.C. denominato Crediveneto - Credito Cooperativo, in seguito alla fusione tra BCC Montagnanese-Scaligera e BCC Roveredo di Guà.
Nel 2016 la Bcc Crediveneto, da tempo in crisi, è stata liquidata dalla Banca d’Italia, e le sue attività e i suoi rapporti con la clientela sono stati rilevati da Banca Sviluppo del gruppo Iccrea.